# Tom Holland (regista)
Thomas Lee Holland, detto Tom (Poughkeepsie, 11 luglio 1943), è un regista, sceneggiatore e attore statunitense.

## Carriera
Il suo esordio avvenne nel 1985 con il film Ammazzavampiri, a cui seguì nel 1986 la regia del secondo episodio della seconda stagione della serie TV Storie incredibili. In seguito, dopo la commedia Fatal Beauty con Whoopi Goldberg del 1987, ha diretto l'horror La bambola assassina, capostipite di una serie di sette film.
Nel 1990 ha diretto il film TV The Stranger Within, che ottenne una candidatura per la migliore interpretazione di un attore in un film televisivo ai Golden Globe grazie a Rick Schroder. Nel 1992 assieme a Richard Donner ha girato il thriller per la TV Incubi. Tra il 1989 e il 1992 ha diretto tre episodi della serie antologica I racconti della cripta.
Negli anni '90 ha diretto i film Maledetta ambizione, I Langolieri, L'occhio del male e, nel 2007, l'episodio Il gusto della paura della serie antologica Masters of Horror. Nel 2017, dopo un decennio, torna in sala con il thriller Rock Paper Dead, con protagonisti Luke Macfarlane e Tatum O'Neal, presentato al Nightmares Film Festival di Columbus : il film esce limitatamente al cinema per poi essere distribuito direttamente in dvd e piattaforma. Nel 2020 ha annunciato l'inizio della lavorazione sul sequel del suo film d'esordio, con il titolo "Fright Night: resurrection". A causa della pandemia di COVID-19, tutt'oggi, la lavorazione risulta ancora senza alcuna nuova informazione al riguardo.

## Filmografia parziale

### Regista
- Ammazzavampiri (Fright Night, 1985)
- Fatal Beauty (1987)
- La bambola assassina (Child's Play, 1988)
- Tornato per uccidere (1990)
- Incubi (Two-Fisted Tales), co-regia Robert Zemeckis, Richard Donner (1991)
- Maledetta ambizione (The Temp, 1993)
- I Langolieri (The Langoliers, 1995)
- L'occhio del male (Thinner, 1996)
- Masters of Horror, stagione 2 - episodio Il gusto della paura (2007)
- Rock Paper Dead (2017)

### Sceneggiatore
- Classe 1984 (Class of 1984), regia di Mark L. Lester (1982)
- Psycho II, regia di Richard Franklin (1983)

### Attore
- L'amante perduta (Model Shop), regia di Jacques Demy (1969)
- Giovani avvocati (The Young Lawyers) – serie TV, episodio 1x00 (1969)